# Балахнинская культура

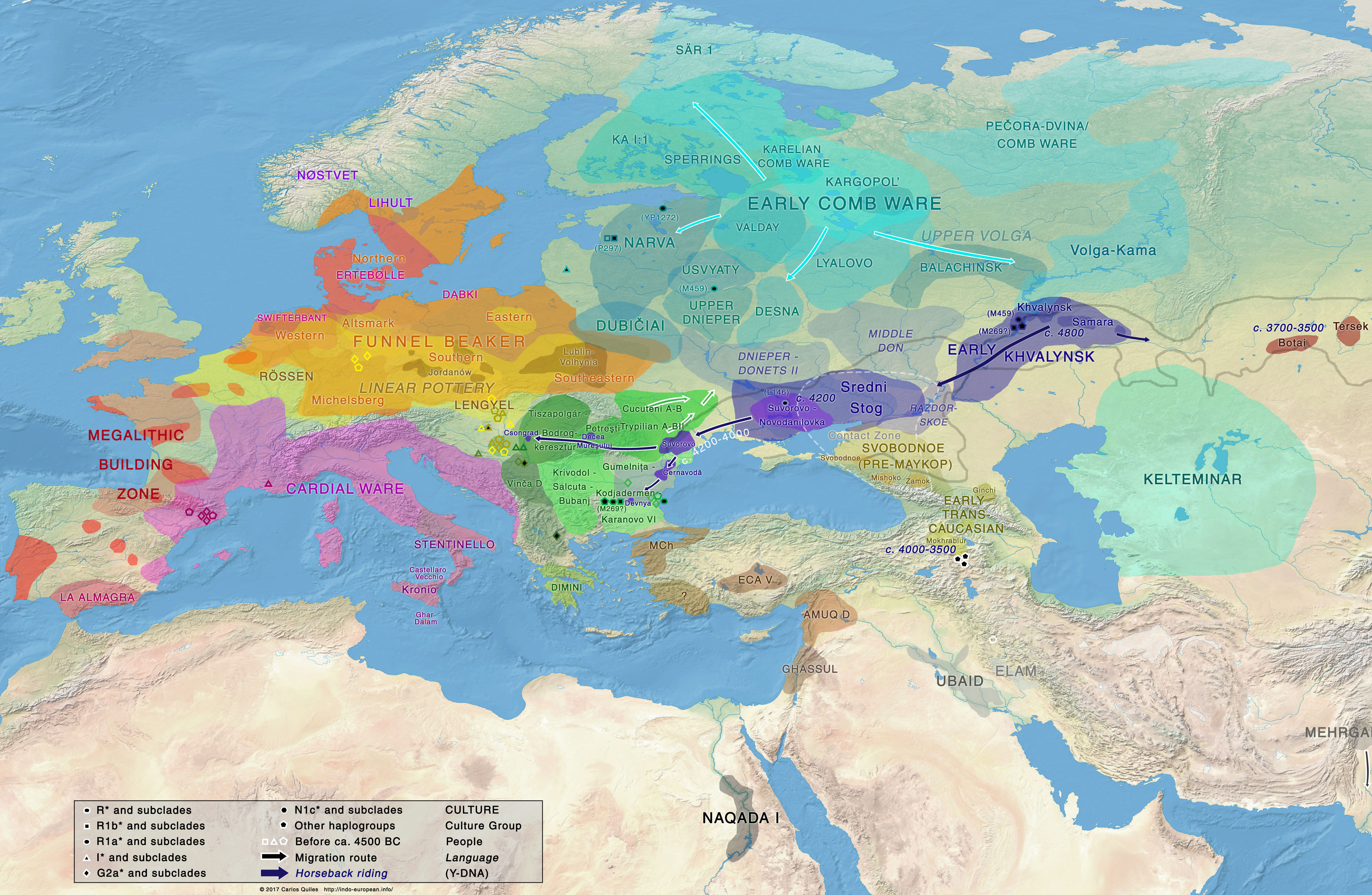
Ранне-неолитические миграции.

Балахни́нская культу́ра — археологическая культура племён эпохи неолита, заселявших территорию Среднего и Костромского Поволжья и Нижнего Поочья. Названа по стоянке у города Балахна Нижегородской области. Входит в общность культур ямочно-гребенчатой керамики. В бассейне Мокши и Вада в Ковылкинском и Зубово-Полянском районах Республики Мордовия раскопаны Андреевское и Имеркские поселения (см. Имеркская культура), относящиеся к Балахнинской культуре.
Население жило в полуземлянках, занималось охотой и рыболовством, пользовалось глиняными сосудами, орнаментированными глубокими круглыми ямками и оттисками зубчатого штампа, каменными орудиями труда: топорами, тёслами, скребками, ножами, свёрлами и др.

## Источник
- Энциклопедия Мордовия, В.Н. Шитов.